# Załogowy przelot wokół Wenus

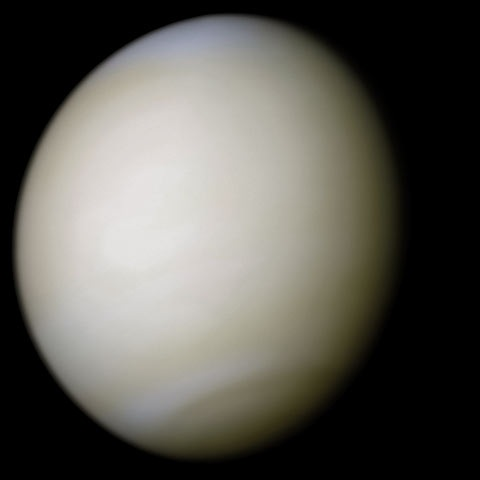
Planeta Wenus sfotografowana w prawdziwych kolorach przez Marinera 10

Załogowy przelot wokół Wenus (ang. Manned Venus Flyby) – planowana przez NASA w latach 1967–1968 koncepcja wysłania trzech astronautów na misję wokół Wenus, za pomocą statku kosmicznego Apollo w latach 1973–1974.

## Program Zastosowań Apollo
W połowie lat sześćdziesiątych NASA rozważała „trzyosobowy przelot obok Wenus” jako część programu Apollo Applications Program (Program Zastosowań Apollo), wykorzystującego sprzęt wywodzący się z programu Apollo. Kilka profili misji rozważano do uruchomienia w latach 70. Misja z 1973 r. wydaje się być tą, która została najpoważniej uwzględniona i najlepiej udokumentowana. Wystrzelenie miałoby nastąpić 31 października 1973, z przelotem obok Wenus 3 marca 1974 i powrotem na Ziemię 1 grudnia 1974.

### Tło
Proponowana misja wykorzystałaby rakietę Saturn V do wysłania trzech astronautów w lot obok Wenus, który trwałby około roku. Stopień S-IVB byłby tzw. „mokrym warsztatem” podobnym do oryginalnego projektu Skylab. W tej koncepcji wnętrze zbiornika paliwa byłoby wypełnione pomieszczeniami mieszkalnymi i różnymi urządzeniami, które nie zajmowałyby dużej objętości. S-IVB zostałby następnie normalnie napełniony propelentami i użyty do przyspieszenia statku w drodze na Wenus. Po zakończeniu spalania wszelkie pozostałości paliwa byłyby wypuszczane w przestrzeń kosmiczną, zaś większy zbiornik paliwa mógłby służyć jako przestrzeń życiowa. Mniejszy zbiornik tlenu zostałby wykorzystany do przechowywania odpadów.
Tylko część sprzętu można było przechowywać w zbiorniku wodoru, ponieważ niektóre elementy nie mogły być zanurzone w ciekłym wodorze. Sprzęt ten zostałby umieszczony w obszarze międzystopniowym między S-IVB a modułem dowodzenia/serwisowym Apollo (CSM), znanym jako adapter statku kosmicznego LM, który normalnie utrzymywał moduł LM podczas misji księżycowych. Aby zmaksymalizować ilość miejsca dostępnego w tym obszarze, silnik Service Propulsion System w CSM zostałby zastąpiony dwoma silnikami LM Descent Propulsion System. Miały one znacznie mniejsze dzwony silnika i leżałyby w module serwisowym, zamiast rozciągać się do obszaru adaptera. Silniki te byłyby odpowiedzialne zarówno za korektę kursu podczas lotu, jak i wyhamowanie przed ponownym wejściem w atmosferę.
W przeciwieństwie do misji księżycowych Apollo, CSM wykonałby swój manewr transpozycji i dokowania ze stopniem S-IVB przed opuszczeniem orbity okołoziemskiej. Było to wymagane, ponieważ istniało tylko krótkie okno na przerwanie spalania przez CSM, aby powrócić na Ziemię po awarii S-IVB, więc wszystkie systemy statków kosmicznych musiały być sprawne i sprawdzone przed opuszczeniem orbity parkingowej.
Loty testowe przed misją obejmowałyby wstępny lot testowy na orbicie z „mokrym warsztatem” S-IVB i podstawowym adapterem dokowania oraz roczny lot testowy, w którym S-IVB znalazł się na orbicie prawie geostacjonarnej wokół Ziemi.

### Rozwój misji
Misja zostałaby zrealizowana w serii dwóch lotów rozwojowych i jednego lotu właściwego, oznaczonych jako fazy od A do C.

#### Faza A
Faza A obejmowałaby wystrzelenie „mokrego warsztatu” S-IVB i standardowego Apollo CSM Block II na orbitę okołoziemską za pomocą Saturna V. Załoga wykonałaby manewr transpozycji i dokowania podobny do tego z misji księżycowych, w celu dokowania z modułem dokowania przymocowanym z przodu S-IVB. Opcjonalnie mogli następnie użyć silnika S-IVB do wystrzelenia ich na wysoką orbitę, zanim wypuszczą w kosmos resztki paliwa i wejdą do zbiornika paliwa S-IVB, aby przez kilka tygodni prowadzić eksperymenty. Po ocenie wykorzystania S-IVB jako długoterminowego siedliska astronautów oddzieliliby CSM od S-IVB i wrócili na Ziemię.

#### Faza B
Podczas Fazy B planowano przetestować statek przelatujący obok Wenus w długiej misji na wysokiej orbicie okołoziemskiej. Saturn V wystrzeliłby CSM Block III przeznaczony do długotrwałych lotów kosmicznych oraz zmodyfikowany S-IVB z modułem wsparcia środowiskowego wymaganym do rzeczywistego przelotu obok Wenus, a po wykonaniu manewru transpozycji i dokowania silnik S-IVB przeniósłby statek kosmiczny na wysokość ok. 40000 km nad Ziemią. Ta wysokość byłaby wystarczająco wysoka, aby ominąć pasy radiacyjne Ziemi, jednocześnie wystawiając statek kosmiczny na środowisko podobne do podróży na Wenus, ale wystarczająco blisko Ziemi, aby astronauci mogli użyć CSM, aby powrócić w ciągu kilku godzin w sytuacji awaryjnej.
Energia prawdopodobnie byłaby dostarczana przez panele słoneczne podobne do tych stosowanych na Skylabie, ponieważ ogniwa paliwowe wymagałyby bardzo dużej ilości paliwa do działania przez rok. Podobnie ogniwa paliwowe w SM używane do zasilania podczas lotów księżycowych zostałyby zastąpione bateriami, które zapewniłyby wystarczającą moc na czas operacji startu i powrotu.

#### Faza C
Faza C byłaby rzeczywistym przelotem załogowym przy użyciu CSM block IV i zmodyfikowanego S-IVB, który miałby dużą antenę radiową do komunikacji z Ziemią i dwie lub więcej małych sond, które zostałyby wypuszczone na krótko przed przelotem wejść w atmosferę Wenus. Block IV CSM zostałby wyposażony w silniki LM zastępujące silniki Service Propulsion System, akumulatory zastępujące ogniwa paliwowe i inne modyfikacje wspierające komunikację dalekiego zasięgu z Ziemią oraz umożliwiające wyższe prędkości powrotu wymagane do trajektorii powrotu w porównaniu z powrotem z orbity Księżyca.
Misję fazy C planowano wystrzelić pod koniec października lub na początku listopada 1973 roku, kiedy wymagania dotyczące prędkości koniecznej do dotarcia do Wenus i czas trwania misji byłyby najniższe. Po krótkim pobycie na orbicie parkingowej w celu sprawdzenia statku kosmicznego, załoga udałaby się na Wenus. W przypadku poważnego problemu podczas manewru Trans Venus Injection, załoga miałaby około godziny na oddzielenie CSM od S-IVB i użycie silnika SM do powrotu na Ziemię.
Po udanym uruchomieniu trzeciego stopnia, statek kosmiczny miałby przelecieć około 5000 km od powierzchni Wenus około czterech miesięcy później. Prędkość przelotu byłaby tak duża, że załoga miałaby tylko kilka godzin na szczegółowe zbadanie planety. W tym momencie jeden lub więcej automatycznych lądowników oddzieliłoby się od głównego statku, by wylądować na Wenus.
Przez resztę misji załoga wykonałaby astronomiczne badania Słońca i Merkurego.

## TMK-MAVR

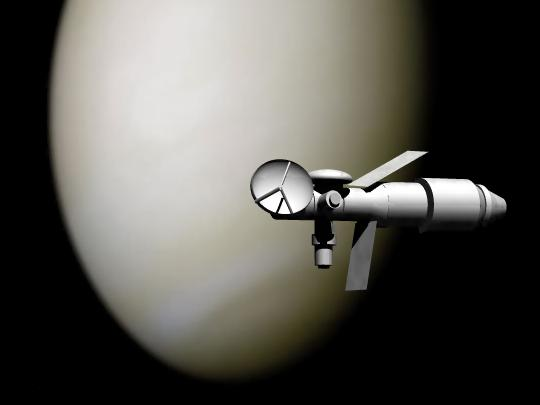
Wizualizacja przelotu statku TMK- Mavr nad Wenus

Jeden z wariantów planowanej przez Związek Radziecki misji TMK na Marsa w latach 1971–1974 obejmował przelot obok Wenus w drodze powrotnej i nadano mu kryptonim „MAVR” (MArs – VeneRa), co oznacza Mars – Wenus. Jednak program TMK został anulowany po tym, jak rakieta N1, która była potrzebna do startu misji, okazała się porażką.